# 1210-ті
Високе Середньовіччя •  Золота доба ісламу •  Реконкіста  •  Київська Русь  •  Монгольська імперія

## Події

### Київська Русь
До 1212 року в Києві Всеволода Чермного, але його змістив Мстислав Романович Старий.
У Галичі десятиліття було бурхливим. Ігоровичі, сини Ігора Святославича, 1211 року знищили значну кількість галицьких бояр, і Володослав Кормильчич звернувся за допомогою до угорців, які посадили на престол малолітнього Данила Романовича. Але його галичани прогнали наступного року й запросили Мстислава Ярославича Німого. 1213 року престол захопив Володислав Кормильчич, але наступного року угорський король Андраш II та краківський князь Лешко Білий уклали Спиську умову, поділивши Галицько-Волинське князівство. У Галичі посадили угорського королевича Коломана, який наступного року отримав від папи римського титул галицького короля. Однак 1219 року Коломана прогнав із Галича Мстислав Удатний. 
Після смерті Всеволода Великого Гнізда за Володимиро-Суздальське князівство боролися його сини Костянтин та Юрій. 1216 року Костянтин з допомогою новгородців завдав поразки Юрію та його брату Ярославу на річці Липиця, але наступного року він помер, і князем володимирським став Юрій Всеволодович.

### Європа
Відлучений від церкви імператор Священної Римської імперії Оттон IV із родини Вельфів утратив підтримку в Німеччині, й 1211 року рейхстаг у Нюрнберзі оголосив римським королем його супротивника Фрідріха II із родини Гогенштауфенів. Ще більшим ударом була поразка від французького короля Філіпа II Августа у битві при Бувіні, в якій Оттон був союзником англійського короля Іоанна Безземельного. 1218 року Оттон IV помер, і незабаром папа римський Гонорій III коронував Фрідріха II імператором.
Поразка під Бувіном стала важким ударом і для англійського короля Іоанна Безземельного, хоча він помирився з папою римським і дав обіцянку взяти участь у П'ятому хрестовому поході. В Англії повстали барони й змусили короля підписати «Велику хартію вольностей». Папа римський не визнав підписаний документ, забрав своє слово й Іоанн Безземельний, що призвело до Першої баронської війни. В Англію вторглися шотландці й висадилися французи на чолі з королевичем Людовиком VIII. Людовик VIII навіть проголосив себе королем Англії, однак Іоанн Безземельний помер, і після його смерті барони прийняли на королівство його малолітнього сина Генріха III. Чужоземній інтервенції вдалося дати відсіч, а регенти молодого короля підтвердили «Велику хартію вольностей».
На півдні сучасної Франції майже все десятиліття тривали Альбігойські війни — хрестовий похід проти єретиків альбігойців та вальденсів, який перетворився в протистояння північної та південної Франції. Хрестоносці чинили розправи, але повністю перемогти альбігойців їм не вдавалося.
1212 року відбулася битва під Лас-Навас-де-Толоса, що стала поворотним пунктом Реконкісти. Християнські королівства завдали важкої поразки мавританському війську Альмохадів. Після цієї битви держава Альмохадів занепала й почала розпадатися, і християни змогли поступово повністю витіснити маврів з Піренейського півострова.
Продовжився наступ лівонських лицарів та данців на землі естів, яких очолював легендарний вождь Лембіту. Данці заволоділи Таллінном. У вирішальній битві їм з неба спустився червоний стяг із білим хрестом, що став національним прапором Данії.
1217 року королем Норвегії став Гокон IV. Його правління було стабільним і припинило затяжну громадянську війну. У Швеції з 1216 року почав правити Юхан I Сверкерсон.
1215 року в Римі відбувся найбільший церковний собор Середньовіччя — IV Латеранський собор. На це десятиліття припадає діяльність двох визначних церковних діячів: святого Домініка, засновника Ордену домініканців, та святого Франциска Ассізького, засновника Ордену францисканців.

### Близький схід
Папа римський Іннокентій III проголосив П'ятий хрестовий похід. Заклик до походу підтримав і його наступник Гонорій III. Похід розпочався 1217 року. В ньому брали участь угорські й австрійські війська. Їм не вдалося досягнути успіху в Палестині, а тому вони повернули на Єгипет, захопили Дам'єтту, але й тут зайшли в глухий кут. Урешті-решт вони підписали з єгипетським султаном аль-Камілем мирну угоду.

### Азія
Почалася епоха великих монгольських завоювань. Війська Чингісхана вторглися в державу чжурчженів, де правила династія Цзінь, і спустошили її. Вони цілий рік тримали Пекін в облозі, й відступили тільки отримавши значний відкуп. Однак чжурчжені порушили умови мирної угоди, перенесли столицю, і монголи повернулися, взяли Пекін і розграбували його. Монголи змусили платити данину корейців і розгромили Каракитайське ханство.
Після цього монголи ввійшли в Хорезм, який був тоді найсильнішою державою регіону, однак виявився не готовим до навали. Монгольські війська захопили Бухару, Самарканд та інші значні міста. Шах утік в Іран, а монголи продовжили переслідування. 1220 року війська Джучі й Субедея дійшли до Кавказу з півдня й завдали поразки грузинським силам.
З 1211 року султаном Делійського султанату став Ілтутмиш. Він захопив Сінд. Султанат домінував на півночі Індії, тоді як держава Чола на півдні вже почала занепадати.
У Японії тривав період Камакура. До кінця десятиліття на політичній сцені почав домінувати рід Ходзьо.